# Sofia Rådström
Sofia Rådström, född 1984 i Stockholm, är en svensk barnboksförfattare och illustratör.
Rådström debuterade som författare och barnboksillustratör 2019 på Bonnier Carlsen med barnböckerna om Sickan: Dela med dig, Sickan och Kom nu, Sickan. Det har sedan utkommit ytterligare fyra böcker om Sickan.
Vid sidan av författandet är hon civilingenjör i medieteknik och arbetar med digital utveckling.